# Pedicularis chihuahuensis
Pedicularis chihuahuensis är en snyltrotsväxtart som beskrevs av Guy L. Nesom. Pedicularis chihuahuensis ingår i släktet spiror, och familjen snyltrotsväxter. Inga underarter finns listade i Catalogue of Life.